# Papieringenieur
Papieringenieur ist die Bezeichnung für Diplomingenieure der Fachrichtung Papieringenieurwesen / Papiertechnik.

## Ausbildung
Basierend auf dem Grundstudium des Maschinenbaus bzw. der Verfahrenstechnik schließt sich an technischen Hochschulen im Hauptstudium die Vertiefungsrichtung Papiertechnik bzw. Papierfabrikation an. Sie beinhaltet Elemente physikalischer und chemischer Verfahrenstechnik sowie Material-, Maschinen- und Anlagentechnik. An der Dualen Hochschule Karlsruhe werden Papieringenieure im Dualen System ausgebildet.

## Arbeitsfeld
Papieringenieure arbeiten sowohl in der Zellstoff- und Papierindustrie wie in der papierverarbeitenden Industrie und der Zulieferindustrie. Ihre Aufgaben sind in der
Zellstoff- und Papierindustrie
- Leitung von Bereichen oder des ganzen Produktionsbetriebes von Zellstoff- und Papierfabriken.
- Leitung von Forschung und Entwicklung.
- Planung und Durchführung von Umbauten und Neuanlagen sowie deren Inbetriebnahme.
- Erprobung neuer Verfahren und Maschinen zur Steigerung von Produktqualität und Produktivität.

Zulieferindustrie (Maschinenbau, Chemie, Bespannungswesen) 
- Planung und Verkauf von Maschinen und Anlagen zur Zellstoff- und Papierherstellung.
- Entwicklung und Verkauf von chemischen Hilfsmitteln zur Papierherstellung.
- Entwicklung und Verkauf von Papiermaschinen-Bespannungen (Siebe und Filze)

papierverarbeitende Industrie (z. B. Druck- oder Wellpappen-Industrie)  
- Leitung von Bereichen (z. B. Forschung und Entwicklung) oder ganzen Betrieben der Papierverarbeitungs- und Druckindustrie und auch in nationalen und internationalen Behörden sowie in Beratungsfirmen für die
- Planung von Anlagen in nationalen und internationalen Consulting-Firmen.
- Verfahrenstechnische Beratung in der Papierindustrie.

## Karrierechancen
Papieringenieure sind nach Angaben des Verbandes Deutscher Papierfabriken gesucht. Die Zellstoff- und Papierindustrie unterstützt Studenten im Hauptstudium durch Stipendien von Verbands- oder Unternehmensseite. Die individuellen Aufstiegsmöglichkeiten in der Papierindustrie hängen von der Struktur der einzelnen Unternehmen und der Persönlichkeit des Einzelnen ab. 
Hochschulabsolventen beginnen ihre Berufslaufbahn entweder in Stabs- und Linienfunktion. Als Assistent des Betriebsleiters führen sie die Aufsicht über eine Abteilung des Betriebes. Als Assistent des Technischen Direktors übernehmen sie Sonderaufgaben in eigener Zuständigkeit.
Nach entsprechender Berufserfahrung können Papieringenieure die Leitung des Betriebslabors für die Prozess-, Eingangs- und Ausgangskontrolle übernehmen. Dies schließt auch die technische Beratung der weiterverarbeitenden Industrie ein. Papieringenieure, deren Interessengebiet in der Forschung liegt, können leitende Aufgaben in der Entwicklung übernehmen. Andere arbeiten als Führungskräfte in der betrieblichen Planung. 
Die meisten dieser Laufbahnen bieten dem Papieringenieur die Aufstiegschance zum Betriebsleiter. Mögliche Spitzenposition ist die Leitung des gesamten Betriebes als Technischer Direktor. Bei entsprechender Qualifikation können Papieringenieure sogar zum Geschäftsführer oder in den Vorstand berufen werden. 
Papieringenieuren mit Sprachkenntnissen bietet sich ein internationaler Arbeitsmarkt.